# Kabinett Daladier I

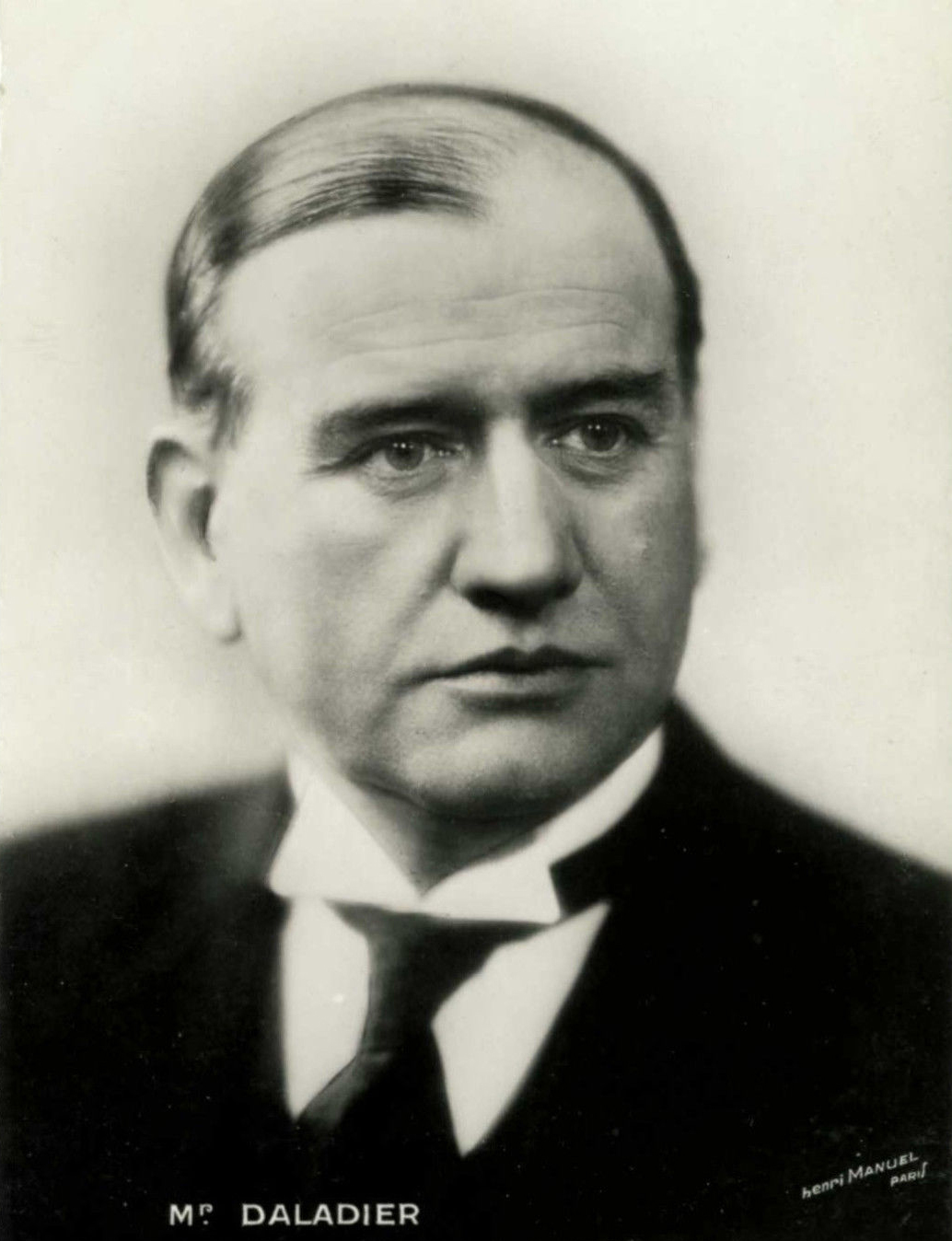
Édouard Daladier war von Januar bis Oktober 1933, Januar bis Februar 1934 sowie 1938 bis 1940 drei Mal Premierminister Frankreichs und bildete in dieser Zeit fünf Kabinette

Das erste Kabinett Daladier war eine Regierung der Dritten Französischen Republik. Es wurde am 31. Januar 1933 von Premierminister (Président du Conseil) Édouard Daladier gebildet und löste das Kabinett Paul-Boncour ab. Es blieb bis zum 26. Oktober 1933 im Amt und wurde daraufhin vom Kabinett Sarraut I abgelöst.
Dem Kabinett gehörten Minister der Parti républicain, radical et radical-socialiste (PRSRS), Républicain-socialistes (PRS), Parti socialiste français (PSF), Radicaux indépendants (RI) und Alliance démocratique (AD) an.

## Kabinett
Dem Kabinett gehörten folgende Minister an:
| Amt                                         | Name                           | Partei   | Beginn der Amtszeit               | Ende der Amtszeit                  |
| ------------------------------------------- | ------------------------------ | -------- | --------------------------------- | ---------------------------------- |
| Premierminister                             | Édouard Daladier               | PRRRS    | 31. Januar 1933                   | 26. Oktober 1933                   |
| Außenminister                               | Joseph Paul-Boncour            | PRS      | 31. Januar 1933                   | 26. Oktober 1933                   |
| Innenminister                               | Camille Chautemps              | PRRRS    | 31. Januar 1933                   | 26. Oktober 1933                   |
| Justizminister                              | Eugène Penancier               | PRRRS    | 31. Januar 1933                   | 26. Oktober 1933                   |
| Finanzminister                              | Georges Bonnet                 | PRRRS    | 31. Januar 1933                   | 26. Oktober 1933                   |
| Haushaltsminister                           | Lucien Lamoureux               | PRRRS    | 31. Januar 1933                   | 26. Oktober 1933                   |
| Kriegsminister                              | Édouard Daladier               | PRRRS    | 31. Januar 1933                   | 26. Oktober 1933                   |
| Marineminister                              | Georges Leygues Albert Sarraut | AD PRRRS | 31. Januar 1933 6. September 1933 | 2. September 1933 26. Oktober 1933 |
| Luftfahrtminister                           | Pierre Cot                     | PRRRS    | 31. Januar 1933                   | 26. Oktober 1933                   |
| Minister für nationale Bildung              | Anatole de Monzie              | PSF      | 31. Januar 1933                   | 26. Oktober 1933                   |
| Minister für öffentliche Arbeiten           | Joseph Paganon                 | PRRRS    | 31. Januar 1933                   | 26. Oktober 1933                   |
| Minister für Arbeit und Sozialversicherung  | François Albert                | PRRRS    | 31. Januar 1933                   | 26. Oktober 1933                   |
| Minister für öffentliche Gesundheit         | Charles Daniélou               | RI       | 31. Januar 1933                   | 26. Oktober 1933                   |
| Minister für Handel und Industrie           | Louis Serre                    | PRRRS    | 31. Januar 1933                   | 26. Oktober 1933                   |
| Minister für die Handelsmarine              | Eugène Frot                    | PRS      | 31. Januar 1933                   | 26. Oktober 1933                   |
| Kolonialminister                            | Albert Sarraut Albert Dalimier | PRRRS    | 31. Januar 1933 6. September 1933 | 6. September 1933 26. Oktober 1933 |
| Landwirtschaftsminister                     | Henri Queuille                 | PRRRS    | 31. Januar 1933                   | 26. Oktober 1933                   |
| Pensionsminister                            | Edmond Miellet                 | PRRRS    | 31. Januar 1933                   | 26. Oktober 1933                   |
| Minister für Post, Telegrafie und Telefonie | Laurent Eynac                  | RI       | 31. Januar 1933                   | 26. Oktober 1933                   |

### Unterstaatssekretäre
Dem Kabinett gehörten folgende Sous-secrétaires d’État an:
- Premierminister und Kriegsministerium: Guy La Chambre[6]
- Premierminister und Kriegsministerium; zuständig für Nationalökonomie: Raymond Patenôtre[7] (RI)
- Premierminister und Kriegsministerium; zuständig für Kriegsfragen (bis 3. Juli 1933): Pierre Hulin[8] (PRRRS)
- Ministerium für öffentliche Arbeiten: Pierre Appell[9] (PRS)
- Ministerium für nationale Bildung: Hippolyte Ducos[10] (PRRRS)

## Historische Einordnung
Das Kabinett Daladier wurde am Tag von Adolf Hitlers Amtsantritt als deutscher Reichskanzler installiert. 
Am 12. Februar begann der Marokkofeldzug, der den Widerstand gegen die Errichtung eines Protektorats brechen sollte. Am 24. Februar fand die erste offizielle Fernsehsendung in Frankreich durch Radio PTT während eines Empfangs im Hotel Majestic zu Ehren von Édouard Branly statt.
Das Armbruster-Gesetz vom 21. April beschränkte die Ausübung von medizinischen Berufen auf französische Staatsbürger.
Am 15. Juli 1933 wurde in Rom der (nie in Kraft tretende) Viererpakt zwischen Frankreich, dem Vereinigten Königreich, Italien und dem Deutschen Reich unterzeichnet. 
Daladiers Versuch, die Staatsfinanzen durch soziale Einschnitte zu finanzieren, führten zu einer Niederlage im Parlament und zum Rücktritt.